# On the sofa
『on the sofa』（オン・ザ・ソファ）は、Le Couple通算3枚目のオリジナルアルバム。1997年11月26日発売。発売元はポニーキャニオン。

## 解説
- 先行シングル「Sofa」（1997.10.29）を含むフル・アルバム。
- 初回生産分のみ、紙製三方背ボックス入りでリリースされた。
- CD帯のコピーは、『すべてはSofaの上で始まった…』
- 「ひだまりの詩」のニュー・バージョンが収録されている。なお、通常のシングル・バージョンは、同年7月18日リリースのアルバム『Another Season -5番目の季節-』に収録。
- 「sofa」のレコーディングのためにスウェーデンの有名プロデューサー、トーレ・ヨハンソンの元を尋ねた際は、わずか2,3日程度の滞在という、強行スケジュールであった。また、現地に着いて即刻歌詞を書かなければならず、眠気と戦いながら書いたために「Sofa」というタイトルになった、というエピソードを、翌98年のコンサート・ツアーのMCで冗談を交えながら披露した。
- 美しい秋の景色を背景に、メンバーふたりが立っている、不意のスナップ風の写真がCDジャケットに採用された。なお、藤田恵美は後姿。

## 収録曲
1. Sofa　（3:43）
  - 作詞: 藤田恵美 、作曲: Ulf Turesson 、編曲: Tore Johansson

日本テレビ・読売テレビ製作『心療内科医・涼子』エンディング・テーマ
2. Why　（5:33）
  - 作詞: 竜真知子 、作曲: 桐ヶ谷仁 、編曲: 門倉聡
3. Another Kiss　（3:29）
  - 作詞: 藤田恵美 、作曲: 藤田隆二 、編曲: 渡辺等
4. もう一度　（5:23）
  - 作詞: 井上睦都実 、作曲: 中村雅人 、編曲: 門倉聡

フジテレビ系『おはよう!ナイスデイ』エンディング・テーマ
5. シーサー　（4:38）
  - 作詞: 藤田恵美 、作曲: 藤田隆二 、編曲: 渡辺等

沖縄の楽器・三線を用いた、子守歌のようなナンバー。
6. 片想いのオレンジ　（5:14）
  - 作詞: 藤田恵美 、作曲: 藤田隆二 、編曲: 小西貴雄

アサヒ飲料 「バヤリースオレンジ」 コマーシャルソング
7. イヴの日のひとりごと　（5:31）
  - 作詞: 藤田恵美 、作曲: 桐ヶ谷仁 、編曲: 門倉聡

タイトルどおり、クリスマスを舞台にしたバラード。
8. Slow Morning　（4:47）
  - 作詞: 藤田恵美 、作曲: 藤田隆二 、編曲: 門倉聡

当アルバム中では、最もスピード感があり、コンサートでも盛り上がったナンバー。
9. Lullaby for my love 　（5:25）
  - 作詞: 藤田恵美 、作曲: 藤田隆二 、編曲: 門倉聡
10. ひだまりの詩 (Holy version)　（4:12）
  - 作詞: 水野幸代 Yukiyo Mizuno 、作曲・編曲: 日向敏文

大ヒットナンバーのヴァージョン違い。クラシカルなアレンジになっている。

## 関連作品
- ひだまりの詩
- Another Season -5番目の季節-
- My Special Thanks
- 10年物語 〜All Singles of the decade and more〜

## 関連人物
- トーレ・ヨハンソン
- 室井滋